# 그니파헬리르
그니파헬리르(고대 노르드어: Gnipahellir)는 노르드 신화에 나오는 어떤 동굴의 이름이다. 지옥견 가름이 소재하는 곳이다. 고 에다 중 무녀의 예언에 언급된다.